# Lauriane Nolot
Lauriane Nolot (Tolón, 9 de diciembre de 1998) es una deportista francesa que compite en vela en la clase Formula Kite.
Participó en los Juegos Olímpicos de París 2024, obteniendo una medalla de plata en la clase Formula Kite.
Ganó cuatro medallas en el Campeonato Mundial de Formula Kite entre los años 2021 y 2024, y cuatro medallas en el Campeonato Europeo de Formula Kite, entre los años 2021 y 2025.

## Palmarés internacional
| \| Juegos Olímpicos \| Juegos Olímpicos \| Juegos Olímpicos \| Juegos Olímpicos \| \| Año \| Lugar \| Medalla \| Clase \| \| ------------------ \| ---------------------- \| ----------------- \| ---------------- \| \| 2024 \| París (Francia) \| Medalla de plata \| Formula Kite \| \| Campeonato Mundial \| \| \| \| \| Año \| Lugar \| Medalla \| Clase \| \| 2021 \| Torregrande (Italia) \| Medalla de bronce \| Formula Kite \| \| 2022 \| Cagliari (Italia) \| Medalla de plata \| Formula Kite \| \| 2023 \| La Haya (Países Bajos) \| Medalla de oro \| Formula Kite \| \| 2024 \| Hyères (Francia) \| Medalla de oro \| Formula Kite \| \| Campeonato Europeo \| \| \| \| \| Año \| Lugar \| Medalla \| Clase \| \| 2021 \| Montpellier (Francia) \| Medalla de bronce \| Formula Kite \| \| 2022 \| Náfpaktos (Grecia) \| Medalla de oro \| Formula Kite \| \| 2024 \| Los Alcázares (España) \| Medalla de oro \| Formula Kite \| \| 2025 \| Urla (Turquía) \| Medalla de oro \| Formula Kite \| |                        |                   |              |
| Juegos Olímpicos |                        |                   |              |
| Año | Lugar                  | Medalla           | Clase        |
| 2024 | París (Francia)        | Medalla de plata  | Formula Kite |
| Campeonato Mundial |                        |                   |              |
| Año | Lugar                  | Medalla           | Clase        |
| 2021 | Torregrande (Italia)   | Medalla de bronce | Formula Kite |
| 2022 | Cagliari (Italia)      | Medalla de plata  | Formula Kite |
| 2023 | La Haya (Países Bajos) | Medalla de oro    | Formula Kite |
| 2024 | Hyères (Francia)       | Medalla de oro    | Formula Kite |
| Campeonato Europeo |                        |                   |              |
| Año | Lugar                  | Medalla           | Clase        |
| 2021 | Montpellier (Francia)  | Medalla de bronce | Formula Kite |
| 2022 | Náfpaktos (Grecia)     | Medalla de oro    | Formula Kite |
| 2024 | Los Alcázares (España) | Medalla de oro    | Formula Kite |
| 2025 | Urla (Turquía)         | Medalla de oro    | Formula Kite |